# Pseudogekko isapa
Pseudogekko isapa — вид геконоподібних ящірок родини геконових (Gekkonidae). Ендемік Філіппін. Описаний у 2016 році.

## Поширення і екологія
Pseudogekko isapa мешкають на островах Сібуян і Таблас у центральній частині Філіппінського архіпелагу, можливо, також на острові Ромблон. Вони живуть у первинних і вторинних тропічних лісах, на висоті від 17 до 742 м над рівнем моря.

## Збереження
МСОП класифікує цей вид як вразливий. Pseudogekko isapa загрожує знищення природного середовища.